# チタン酸ジルコン酸鉛
チタン酸ジルコン酸鉛（チタンさんジルコンさんなまり、lead zirconate titanate, PZT）は三元系金属酸化物であるチタン酸鉛とジルコン酸鉛の混晶である。東京工業大学の高木豊、白根元、沢口悦郎らにより1952年に発見された。

## 解説
組成式は {\displaystyle {\ce {Pb(Zr_{x}, Ti_{1-x})O3}}} （実際にはPb(Zr,Ti)O3）で、x = 0.525 付近に正方晶と菱面体晶とのモルフォトロピック相境界が存在し、その近傍の組成において最も大きな圧電特性を示す。結晶構造はペロブスカイト構造であり、巨大な誘電率および圧電性、強誘電性をもつ。

## 利用
その大きな圧電性からアクチュエータやセンサなどの圧電素子に多く用いられて、振動エネルギーを効率的に電気エネルギーに変換するため、振動吸収材としても使用される。また、強誘電性を用いた強誘電体メモリ (FeRAM) に用いるための研究も活発である。

## RoHS指令
鉛を含有する特定有害物質であるが、現在のところ圧電材料として代替できるほどの特性を持ったものが他に存在しないため、RoHS指令の適用免除対象となっている。